# 4-variëteit
In de topologie, een deelgebied van de wiskunde, is een 4-variëteit een topologische variëteit van vier dimensies. Een gladde 4-variëteit is een 4-variëteit met een gladde structuur. In vier dimensie zijn in contrast met de lagere dimensies, topologische en gladde variëteiten geheel verschillend. Er bestaan een aantal topologische 4-variëteiten, die geen gladde structuur toelaten en zelfs als er een gladde structuur bestaat, hoeft deze niet uniek te zijn. Dat wil zeggen dat er gladde 4-variëteiten bestaan die homeomorf, maar niet diffeomorf zijn.